# El Ideal
El Ideal ist eine Ortschaft und eine Parroquia rural („ländliches Kirchspiel“) im Kanton Gualaquiza der ecuadorianischen Provinz Morona Santiago. Die Parroquia besitzt eine Fläche von 98,75 km². Die Einwohnerzahl lag im Jahr 2010 bei 821.

## Lage
Die Parroquia El Ideal liegt im Bergland zwischen der Cordillera Real und der Cordillera del Cóndor. Das Gebiet besitzt eine Längsausdehnung in Nord-Süd-Richtung von 12 km sowie in Ost-West-Richtung von 8,5 km. Es liegt in Höhen zwischen 800 m und 3200 m. Entlang der westlichen und der südlichen Verwaltungsgrenze verläuft ein Bergkamm. Der Río Cuchipamba, linker Quellfluss des Río Bomboiza, fließt entlang der östlichen Verwaltungsgrenze in südlicher Richtung und vereinigt sich im äußersten Südosten der Parroquia mit dem Río Cuyes zum Río Bomboiza. Der etwa 810 m hoch gelegene Hauptort befindet sich oberhalb dieses Zusammenflusses 5 km westsüdwestlich vom Kantonshauptort Gualaquiza. Die Fernstraße E594 (Gualaquiza–Sígsig) führt entlang dem rechten Flussufer des Río Cuchipamba und passiert dabei den Hauptort El Ideal.
Die Parroquia El Ideal grenzt im Westen an das Municipio von Gualaquiza, im Südosten an die Parroquia Bomboiza, im Südwesten an die Parroquia Nueva Tarqui, im Westen an die Parroquia Amazonas sowie im Norden an die Parroquia El Rosario.

## Orte und Siedlungen
Neben dem Hauptort El Ideal gibt es folgende Siedlungen:
- El Triunfo
- Guabi Alto
- Guabi Bajo
- La Selva

## Geschichte
Die Parroquia El Ideal wurde im Jahr 1994 gegründet (Acuerdo Ministrial N° 4404 vom 23. August sowie Registro Oficial N° 520 vom 6. September).